# Sesgo de autoservicio
El sesgo de autoservicio, o sesgo por interés personal (en inglés "self-serving bias"), es uno de los dos errores fundamentales que describe la teoría de la atribución, aparece cuando la gente se auto atribuye el crédito personal en sus éxitos pero no en sus fracasos. Se manifiesta también cuando la gente tiene la tendencia a evaluar algunas situaciones en forma ambigua de tal forma que beneficie a sus propios intereses. Dale Miller y Michael Ross fueron los primeros en sugerir este sesgo atribucional. El autoservicio surge también como resultado de un sesgo estadístico a resultas de que la gente piensa, debido a su autoestima, que en ciertas áreas está mejor que el promedio. Por ejemplo: la mayoría de los conductores piensa que ellos conducen mejor que la media.
Este concepto también es conocido por autores e investigadores como tendencia autofavorable, y coloquialmente como sesgo egoísta. Este último hace referencia a la actitud con la que el individuo afronta el resultado de su propia conducta, como hemos explicado anteriormente. Es decir, las personas suelen hacer una atribución interna después de un éxito y hacer una atribución externa después de sufrir un fracaso.

El efecto de este sesgo hace que la mayoría de las personas tenga una buena opinión de sí misma, una buena autoestima: y se percibe como la tendencia a percibirse a sí mismo favorablemente. La mayoría de la gente atribuye los éxitos a su propia habilidad, mientras que los fracasos se atribuyen a las circunstancias o a la mala suerte. Por ejemplo, un estudiante tiene una buena nota en un examen y dice: "¡He logrado una buena nota por que soy inteligente y he estudiado duro!" mientras que otro estudiante que ha sacado una nota inferior dice: "¡El profesor me ha dado una mala nota porque no le caigo bien!" Cuando alguien muestra causas externas para explicar un mal resultado, se suele denominar auto-handicap. El sesgo de autoservicio es una forma simple de pensamiento quimera.
El sesgo egoísta se da a través de una explicación motivacional, es decir, un gran deseo de proteger la propia autoestima. Las causas de los resultados negativos tienen una atribución a las carencias personales las cuales se han relacionado con la depresión, esto se debe a la función protectora de la autoestima que tiene el sesgo egoísta.

## Ilusión de control y tendencia autofavorable
El sesgo autofavorable guarda una fuerte relación con la ilusión de control. Esto se debe a que los individuos suelen interpretar las experiencias que resultan de sus actos como una atribución, tanto a factores internos como externos, así obtienen una sensación de mayor poder o control sobre el resultado que deriva de las acciones que llevan a cabo.
Un ejemplo que refleja este concepto:
“Si un empresario mejora sus beneficios, pensará que esto es debido a sus habilidades tanto técnicas como de management, y no a factores externos como los empleados. Esto le dará sensación de mayor control, ya que el piensa que con estas habilidades tiene el poder de aumentar los beneficios constantemente. “
Creemos conveniente hacer una pequeña mención sobre los enfermos por depresión, porque a estos no les afecta ni el sesgo egoísta ni la ilusión de control, ya que no tienen que proteger su autoestima porque ya la tienen muy baja.

## Ejemplos
- Ross & Sicoly (1979):[5] Averiguaron mediante experimentos que la mayoría de los jóvenes canadienses sobrestimaban cuanto tiempo dedicaban a las tareas domésticas y subestimaban cuánto dedicaban sus propias parejas.
- Gray & Silver (1990):[6] Las parejas de divorciados suelen culpar en el proceso a sus ex cónyuges de la ruptura.
- Los empresarios encargados de las empresas suelen culpar a sus subordinados cuando la empresa no tiene buenos resultados, mientras que los trabajadores de la empresa tienden a explicar sus razonamientos a las circunstancias.

Keusch, Thomas y Bollen, Laury H.H. y Hassink, Harold F.D.: De un estudio realizado sobre el análisis empírico del impacto de la crisis económica. Hemos podido concluir que en la administración del desempeño corporativo también tienden a sufrir el sesgo egoísta. Aunque no hay evidencia de si estos individuos son conscientes de este comportamiento o se da de forma no intencional. Este estudio se basa en la comparación de cartas dirigidas a accionistas de empresas muy capitalizadas de Europa en situaciones de crisis y sin crisis. De dicho estudio hemos podido concluir que en las cartas en situación de crisis presentan actitudes más egoístas, ya que hacen referencia a condiciones económicas externas (la crisis) para presentarse de forma más positiva, ya que estas cartas son un elemento decisivo en las asignaciones de capital. Es decir, con la actual crisis económica la situación de la mayoría de las empresas ha empeorado, y los directivos intentan a través del sesgo egoísta culparla de sus malos resultados.
Coleman, Martin: Como vemos,  hay un estudio el cual demuestra que las emociones específicas de culpa y repugnancia tienen influencia en el sesgo egoísta. El siguiente estudio contó con 360 participantes de una edad media de 19 años, el cual consistió en realizar diez preguntas a los participantes de inducción emocional. Los resultados revelaron un efecto significativo de la emoción sobre el sesgo egoísta. De manera que la hipótesis de que las emociones específicas influyen en el sesgo egoísta fue apoyada.

### Artículos adicionales
- Babcock, L. & Loewenstein, G., (1997). "Explaining Bargaining Impasse: The Role of Self-Serving Biases", Journal of Economic Perspectives, American Economic Association, vol. 11(1), 109-26

- Datos: Q1156820

1. ↑  Robbins, S.P. y Judge, T.A. (2010), Introducción al comportamiento organizativo, Pearson Educación, Madrid, capítulo 5.
2. ↑  Salud y bienestar. “Vs. Reconocimiento de la situación. Reconocimiento de sentencia” [20 de octubre de 2014] Obtenido en: http://lasaludi.info/vs-reconocimiento-de-la-situacion-reconocimiento-de-sentencia.html Archivado el 20 de diciembre de 2014 en Wayback Machine.
3. ↑  Rincon del vago. “Motivación cognitiva” [20 de octubre de 2014] Obtenido en: http://html.rincondelvago.com/motivacion-cognitiva.html
4. ↑  Keusch, Thomas y Bollen, Laury H.H. y Hassink, Harold F.D. (Septiembre 2012) “Tendencia autofavorable sobre el fracaso “  European Accounting Review. Sep2012, Vol. 21 Issue 3, p623-648. 26p. 1 Diagram, 6 Charts. [ 23 de octubre de 2014] Obtenido en:  http://web.a.ebscohost.com/ehost/pdfviewer/pdfviewer?sid=c274c4c6-7262-4137-9ed1-66fca5b100db%40sessionmgr4003&vid=1&hid=4101
5. ↑  Coleman, Martin (Diciembre 2011) “Las emociones influyen en las tendencias autofavorables, sobre todo en los fracasos que tendemos a culpar a los factores externos” Current Psychology. Dec2011, Vol. 30 Issue 4, p345-354. 10p.[ 23 de octubre de 2014] Obtenido en:  http://web.a.ebscohost.com/ehost/pdfviewer/pdfviewer?sid=f171fe97-2ffd-4024-98b8-b3d6b66e8fd3%40sessionmgr4002&vid=1&hid=4101